# Brahmo Samadź
Brahmo Samadź (bengali ব্রাহ্ম সমাজ Bramho Shômaj, ang. Stowarzyszenie wyznawców Brahmana) – hinduistyczna monoteistyczna gmina religijna założona w 1828 lub 1829, jako Brahmo Sabha przez Rammohan Raya, zreformowana przez Debendranatha - ojca Rabindranath Tagorego.

## Doktryna
Stowarzyszenie preferowało przemiany hinduizmu w duchu racjonalizmu europejskiego. Występowało przeciw idolatrii, rytuałom, systemowi kastowemu, obyczajowi sati. Dążyli do unowocześnienia  społeczeństwa indyjskiego, jednak bez zrywania z tradycją, inspirując się wedantą.

## Sławni członkowie
Do Brahmo Samadź należeli między innymi:
- Prasanna Kumar Tagore
- Dwarkanath Tagore
- Keshub Chandra Sen.